# Polyplectropus africanus
Polyplectropus africanus är en nattsländeart som beskrevs av G. Marlier 1943. Polyplectropus africanus ingår i släktet Polyplectropus och familjen fångstnätnattsländor. Inga underarter finns listade i Catalogue of Life.